# توگای (شهرستان گافوریسکی، باشقیرستان)
توگای (انگلیسی: Tugay, Gafuriysky District, Republic of Bashkortostan) یک شهرک در شهرستان گافوریسکی استان باشقیرستان کشور روسیه است.